# Grassy József
Grassy József (Nagyszőlős, 1894. december 31. – Újvidék, 1946. november 5.) magyar altábornagy a második világháború idején.

## Élete
A Ludovika Akadémián végzett, 1914-ben avatták hadnaggyá. Az első világháborúban az orosz és az olasz fronton harcolt. 1919-ben a tanácskormány ellen harcoló ludovikások ellenforradalmi megmozdulásának egyik vezetője; annak leverése után csak az antantcsapatoknak köszönhetően menekült meg. Inkognitóban részt vett a nyugat-magyarországi felkelésben. 1922-24-ben elvégezte a Hadiakadémiát, majd különböző vezérkari beosztásokban szolgált. 1935-38-ban a Ludovika Akadémia harcászat tanára. 1939-41-ben a 7. gyalogezred, majd a 15. gyalogdandár parancsnoka és az Újvidékre kirendelt karhatalom irányítója, állomásparancsnok. Ő vezette az újvidéki razziát, az ő ötlete volt az utcák végiglövetése golyószóróval. Kállay Miklós közbenjárására hadbírósági eljárás indult ellene, amelynek során társaival együtt halálra ítélték, de az ítélethozatal előtt, 1944. január 14-én Németországba szökött, ahol a Waffen-SS Gruppenführerjeként szolgált tovább.
A nyilas hatalomátvétel után Magyarországon rehabilitálták és 1944. november 1-jén altábornaggyá léptették elő, valamint kinevezték a Hunyadi SS páncélgránátos hadosztály parancsnokává. Új tisztségében első dolga volt, hogy azokat a személyeket, akik őt elítélték, börtönbe záratta. A háború végén ideiglenes megbízással átvette a Hungária SS páncélgránátos hadosztály parancsnokságát is. Május 8-a után Ausztriában amerikai fogságba esett, de kiadták a magyar hatóságoknak. A Népbíróság halálra ítélte Zöldy Márton csendőr századossal együtt, de az újvidéki események miatt kiadták Jugoszláviának, ahol Zöldyvel együtt Újvidék főterén nyilvánosan felakasztották.